# Wootton, Northamptonshire
Wootton är en civil parish i kommunen West Northamptonshire i Storbritannien. Den ligger i grevskapet Northamptonshire och riksdelen England, i den södra delen av landet, 90 km nordväst om huvudstaden London.